# Aldeanueva de la Vera
Aldeanueva de la Vera – gmina w Hiszpanii, w prowincji Cáceres, w Estramadurze, o powierzchni 37,6 km². W 2011 roku gmina liczyła 2190 mieszkańców.